# استن یاپ
استن یاپ (انگلیسی: Stan Yapp؛ ۳۰ ژوئن ۱۹۳۳ – ۱ آوریل ۲۰۱۲) یک سیاست‌مدار اهل بریتانیا بود.